# Al-Jiftlik
Al-Jiftlik, en arabe : الجفتلك,  est un village du gouvernorat de Jéricho en Palestine, situé à 33 km au nord de Jéricho, en Cisjordanie.
Selon le recensement du bureau central palestinien des statistiques, la localité compte une population de 3 100 habitants en 2017.